# Béla Nagy (bågskytt)
Béla Nagy, född 27 juli 1943, är en ungersk bågskytt. Han deltog vid olympiska sommarspelen 1972 och 1980.